# Língua crow
Crow (nome em Crow: Apsáalookěi IPA sio|ə̀ˈpsáːɾòːgè) é uma língua sioux do vale do rio Missouri falada hoje e primariamente pelos Crows no sudeste de Montana, Estados Unidos. Essa é uma das línguas de populações indígenas das Americas que tem mais falantes, com 4.280 registrados no Censo americano de 1990. 
A língua Crow é muito relacionada à Hidatsa falada pela tribo  Hidatsa dos Dakotas, sendo que as duas são as únicas sobreviventes dentre os idiomas “Sioux do vale do rio Missouri” (Crow-Hidatsa).   A língua  ancestral das Crow-Hidatsa pode ter se originado da primeira divisão das Proto-Sioux. Crow e Hidatsa não são mutuamente inteligíveis, mas compartilham muitos aspectos de fonologia, morfologia, sintaxe e cognatos. A separação das duas deve ter ocorrido há cerca de 300 a 800 anos.

## Uso atual
Conforme Ethnologue (dados de 1998), 77% dos Crows acima de 66 anos, alguns pais e adultos mais velhos, poucos estudantes e nenhuma criança da pré-escola falavam a língua. 80% dos Crow prefere falar  a língua inglesa. A língua foi classificada como “definitivamente em perigo de extinção” pela UNESCO em 2012.
Porém, R. Graczyk diz em sua A Grammar of Crow (2007) que "de forma diversa de muitas outras língua nativas da América do Norte em geral e em particular daquelas da planície setentrional, a língua Crow tem uma considerável vitalidade: há falantes fluentes de todas as idades e pelo menos algumas crianças estão tendo o Crow como sua primeira língua."  Muitas das pessoas mais jovens que não falam o Crow podem compreendê-lo. Quase todos os que falam a língua também falam o inglês.   O contato com não-índios na reserva durante centenas de anos levou a um grande uso da língua inglesa na comunidade. Porém, a língua e a cultura Crow se preservaram por meio de tradições religiosas e do sistema de clãs.

## Escrita
A língua Crow usa o alfabeto latino ensinado por missionários com as seguintes características:
- Vogais – a, e, i, o, u – para indicar vogais longas as mesmas são representada duplicadas. Para marcar os tons, o tom alto é marcado á / áá; o tom decrescente á marcado áa; o tom baixo não tem marcação
- Consoantes – Em função da  pobre fonologia Crow, não são usadas as consoantes c, f, g, j, q, r, v, y, z – mas existem Ch, Sh, ?.

## Fonologia

### Vogais
São cinco as vogais em crow, que podem ser longas ou curtas, com exceção das vogais mediais.
|                | Vogal Curta | Vogal Curta | Vogal Longa | Vogal Longa |
| Anterior       | Posterior   | Anterior    | Posterior   |             |
| -------------- | ----------- | ----------- | ----------- | ----------- |
| Fechada (alta) | i           | u           | iː          | uː          |
| Medial         |             |             | eː          | oː          |
| Aberta (baixa) | a           | a           | aː          | aː          |
| Ditongo        |             |             | ia          | ua          |

Há ainda um ditongo marginal , ea [ea] que só ocorre em duas raízes nativas do crow: déaxa 'claro' and béaxa 'intermitente'.

### Consoantes
Crow tem um inventário bem reduzido de consoantes, no que se assemelha a outras línguas das Grandes Planícies.
|                |             | Labial | Alveolar | Palatal | Velar | Velar labializada | Glotal |
| -------------- | ----------- | ------ | -------- | ------- | ----- | ----------------- | ------ |
| Plosiva        | Plana surda | p      | t        | ch [tʃ] | k     |                   | (ʔ)    |
| Plosiva        | Sonora      | (b)    | (d)      |         |       |                   |        |
| Fricativa      | Surda       |        | s        | sh [ʃ]  | x     |                   | h      |
| Nasal oclusiva |             | m      | n        |         |       |                   |        |
| Aproximante    | Lateral     |        | (l)      |         |       |                   |        |
| Aproximante    | Semivogal   |        |          |         |       | (w) [w]           |        |

As plosivas oclusivas são aspiradas quando no início de palavras, no final das mesmas, quando geminadas (ex. [ppʰ]) e quando seguem outra oclusiva (ex. [ptʰ]). Oclusivas em dígrafos com h tal em radical inicial (hp, ht, hk) não sã aspiradas e são relaxadas. Geminação em oclusivas somente ocorre entre vogais. Uma consoante oclusiva sozinha entre vogais, não geminada é relaxadas, não aspirada e geralmente sonora. A diferença entre as oclusivas sonoras  b e d (alofones de m e n) e as surdas é percebida com dificuldade quando seguindo uma fricativa, pois ambas são relaxadas e não aspiradas. O fonema k tem um alofone palatizado [kʲ] que ocorre depois de  i, e, ch, sh, muitas vezes no final da palavra.
As fricativas são tensas, sendo relaxadas somente entre vogais. O sh palatal é frequentemente sonoro entre vogais, onde o s é por vezes também sonoro; o x nunca é sonoro. A fricativa alveolar /s/ tem o alofone opcional /h/ no início de frase.
- sáapa "o que" > [háapa]
- sapée "quem"  > [hapée]

Os sonoros fortes  /m/ e /n/ têm três alofones: w e l quando entre vogais, e  b e d no início de palavras e quando seguem uma obstruente. São m e n em todas demais condições. Na fala mais convencional, l é percebido como um r vibrante, porém, nos demais casos é percebido mesmo como l, talvez devido à influência da língua inglesa. O b quando no início de palavras é opcional para /m/, mas o b é de uso mais frequente. A glotal forte  /h/ assimila a nasalização do segmento seguinte, mas mantém sua característica surda. Quando segue i ou e ou segue ch, /h/ pode ser percebida como fricativa alveolo-palatal.

## Amostra de texto
Pai Nosso em Crow

Min-upguá akmakukuré danashé izshíu, 
andibabazéze máre hîi, ba-an-da-nas'-dó-díu makukuré, 
arakóte amé áken kuh marakotîi. 
Maré mapam-barú sua hinné mapé mirikiú míru baskotáo arakavirét bavíavuk, 
Dih maré arakiverétta mirikiú: arakavía maré diazíssa, 
bagavía gagúá maré hizíssa. 
Kótak.

## Ligações exeternas
- Ethnologue. Crow em Ethnologue
- Estes, J. How many indigenous American Languages Are Spoken in the United States? -  National Clearinghouse for Bilingual Educatio.
- Língua Crow em “Native Language”
- Site Oficial dos Crows
- Crow em “our mother languages”
- Crow em Omniglot.com
- Língua Indígena Crow (Apsaaloke, Apsaroke, Absarokee)
- OLAC resources in and about the Crow language